# پوکروفکا (شهرستان شارانسکی، باشقیرستان)
پوکروفکا (انگلیسی: Pokrovka, Sharansky District, Republic of Bashkortostan) یک شهرک در شهرستان شارانسکی استان باشقیرستان کشور روسیه است.